# باشگاه ۱۰۰۰ کروری ها
باشگاه ۱۰۰۰ کروری‌ها (انگلیسی: 1000 Crore Club) یک عنوان غیررسمی است که توسط رسانه و تجارت فیلم هندی اتخاذ گردید و در ارتباط با فیلم‌هایی به زبان‌های هند است که در هند یا سراسر جهان، فروشی بالغ بر ۱۰۰۰ کرور روپیه (ده بیلیون روپیه هند یا ۱۳۵ میلیون دلار آمریکا) یا بیشتر از آن داشته‌اند. باشگاه ۱۰۰ کروری ها قبل از باشگاه ۱۰۰۰ کروری‌ها وجود داشت. فیلم باهوبالی ۲: فرجام (۲۰۱۷) اولین فیلمی بود که به فروشی بیش از ۱۰۰۰ کرور روپیه در سرتاسر جهان دست پیدا کرد. این فیلم با تمام زبان‌های هند به فروشی بالغ بر ۱٬۸۴۲ کرور روپیه دست یافت. بعد از آن، فیلم دنگل از سینمای بالیوود با بازیگری عامر خان که پرفروش‌ترین فیلم هندی است قبل از اینکه باشگاه ۵۰۰۰ کروری‌ها (۷۶۸ میلیون دلار آمریکا) تشکیل شود، ارقام این باشگاه را به ۴۷۰۰ کرور، ۴۸۰۰ کرور و ۴۹۰۰ کرور افزایش داد و به پنجمین فیلم پرفروش غیر زبان انگلیسی در تمام تاریخ تبدیل گشت. در سال ۲۰۲۲، دو فیلم آرآرآر و کی.جی.اف: بخش ۲ در سراسر جهان به فروشی بیش از ۱۰۰۰ کرور روپیه دست پیدا کردند. در سال ۲۰۲۳، فیلم بالیوودی پتان در سراسر جهان به فروشی بیش از ۱۰۵۸ کرور روپیه دست یافت و بدین ترتیب این فیلم هم وارد باشگاه ۱۰۰۰ کروری‌ها گردید.

## فهرست
جدول زیر، فهرست فیلم‌های باشگاه ۱۰۰۰ کروری‌ها است که با در نظر گرفتن تورم مرتب شده‌اند. برای فهرست پرفروش‌ترین فیلم‌های سینمای هند بر اساس ارزش اسمی (بدون در نظر گرفتن تورم)، مقاله فهرست پرفروش‌ترین فیلم‌های سینمای هند را مشاهده کنید.
| رتبه | نام فیلم          | سال  | زبان  | کارگردان         | تولید              | جهانی                                    | فروش داخلی      | فروش خارج از کشور (روپیه هند) | فروش خارج از کشور (دلار آمریکا) |
| ---- | ----------------- | ---- | ----- | ---------------- | ------------------ | ---------------------------------------- | --------------- | ----------------------------- | ------------------------------- |
| ۱    | دنگل              | ۲۰۱۶ | هندی  | نیتش تیواری      | عامر خان پروداکشنز | ۵۰۰۰ کرور روپیه (۳۰۱ میلیون دلار آمریکا) | ۱۰۰۰ کرور روپیه | ۴۰۰۰ کرور روپیه               | ۷۰۰ میلیون دلار آمریکا          |
| ۲    | باهوبالی ۲: فرجام | ۲۰۱۷ | تلوگو | اس. اس. راجامولی | آرکا میدیا ورکس    | ₹۴٬۰۰۰ کرور (۲۷۸ میلیون دلار آمریکا)     | ۲۰۰۰ کرور روپیه | ۲۰۰۰ کرور روپیه               | ۶۱۴ میلیون دلار آمریکا          |
| ۳    | آرآرآر            | ۲۰۲۲ | تلوگو | اس. اس. راجامولی | دی‌وی‌وی انترتینمنتس | ۳۸۰۰ کرور روپیه (۴۸۰ میلیون دلار آمریکا) | ۱۵۰۰ کرور روپیه | ۲۳۰۰ کرور روپیه               | ۴۷۲ میلیون دلار آمریکا          |
| ۴    | پتان              | ۲۰۲۳ | هندی  | سیدارت آناند     | یاش راج فیلمز      | ۳۵۰۰ کرور روپیه (۴۴۰ میلیون دلار آمریکا) | ۱۵۰۰ کرور روپیه | ۲۰۰۰ کرور روپیه               | ۳۰۰ میلیون دلار آمریکا          |
| ۵    | کی.جی.اف: بخش ۲   | ۲۰۲۲ | کنادا | پراشانت نیل      | هومبال فیلمز       | ۳۰۰۰ کرور روپیه (۳۸۰ میلیون دلار آمریکا) | ۱۵۰۰ کرور روپیه | ۱۵۰۰ کرور روپیه               | ۴۰۵ میلیون دلار آمریکا          |

## ره‌شمار
برای ره‌شمار بین ۱۰۰ کرور روپیه تا ۱۰۰۰ کرور روپیه، مقاله باشگاه ۱۰۰ کروری ها را مشاهده کنید.
فروش جهانی
برای اطلاعات بیشتر مقاله فهرست پرفروش‌ترین فیلم‌های سینمای هند را مشاهده کنید.
| فروش ناخالص اسمی  | فروش ناخالص اسمی | فروش ناخالص اسمی                     | فروش ناخالص اسمی | فروش ناخالص اسمی |
| نام فیلم          | سال اکران        | ره‌شمار                               | تاریخ            | مرجع             |
| ----------------- | ---------------- | ------------------------------------ | ---------------- | ---------------- |
| باهوبالی ۲: فرجام | ۲۰۱۷             | ۱۰۰۰ کرور روپیه (۱۵۳٫۵۶ دلار آمریکا) | ۸ مهٔ ۲۰۱۷        | [ ۱ ]            |
| باهوبالی ۲: فرجام | ۲۰۱۷             | ۱۳۰۰ کرور روپیه (۱۹۹٫۶۳ دلار آمریکا) | ۱۵ مهٔ ۲۰۱۷       | [ ۱۰ ]           |
| باهوبالی ۲: فرجام | ۲۰۱۷             | ۱۵۰۰ کرور روپیه (۲۳۰٫۳۴ دلار آمریکا) | ۱۹ مهٔ ۲۰۱۷       | [ ۱۱ ]           |
| باهوبالی ۲: فرجام | ۲۰۱۷             | ۱۶۰۰ کرور روپیه (۲۴۵٫۶۹ دلار آمریکا) | ۲۷ مهٔ ۲۰۱۷       | [ ۱۲ ]           |
| دنگل              | ۲۰۱۶             | ۱۶۰۰ کرور روپیه (۲۴۵٫۶۹ دلار آمریکا) | ۲۷ مهٔ ۲۰۱۷       | [ ۱۳ ]           |
| دنگل              | ۲۰۱۶             | ۱۷۰۰ کرور روپیه (۲۶۱٫۰۵ دلار آمریکا) | ۲۹ مهٔ ۲۰۱۷       | [ ۶ ]            |
| دنگل              | ۲۰۱۶             | ۱۸۰۰ کرور روپیه (۲۷۶٫۴۱ دلار آمریکا) | ۱ ژوئن ۲۰۱۷      | [ ۷ ]            |
| دنگل              | ۲۰۱۶             | ۱۹۰۰ کرور روپیه (۲۹۱٫۷۶ دلار آمریکا) | ۷ ژوئن ۲۰۱۷      | [ ۸ ]            |
| دنگل              | ۲۰۱۶             | ۲۰۰۰ کرور روپیه (۳۰۷٫۱۲ دلار آمریکا) | ۲۶ ژوئن ۲۰۱۷     | [ ۵ ]            |
| دنگل              | ۲۰۱۶             | ۲۱۰۰ کرور روپیه (۳۲۲٫۴۷ دلار آمریکا) | نوامبر ۲۰۱۷      | [ n ۱ ]          |

فروش داخلی
برای اطلاعات بیشتر مقاله فهرست پرفروش‌ترین فیلم‌های سینمای هند را مشاهده کنید.
| فروش اسمی         | فروش اسمی                                          | فروش اسمی    | فروش اسمی |
| نام فیلم          | ره‌شمار                                             | تاریخ        | مرجع      |
| ----------------- | -------------------------------------------------- | ------------ | --------- |
| باهوبالی ۲: فرجام | ۱۰۰۰ کرور روپیه (۱۵۳٫۵۶ دلار آمریکا) (فروش ناخالص) | ۱۵ مهٔ ۲۰۱۷   | [ ۱۰ ]    |
| باهوبالی ۲: فرجام | ۱۲۰۰ کرور روپیه (۱۸۴٫۲۷ دلار آمریکا) (فروش ناخالص) | ۱۹ مهٔ ۲۰۱۷   | [ ۱۴ ]    |
| باهوبالی ۲: فرجام | ۱۰۰۰ کرور روپیه (۱۵۳٫۵۶ دلار آمریکا) (فروش خالص)   | ۲۵ مهٔ ۲۰۱۷   | [ ۱۵ ]    |
| باهوبالی ۲: فرجام | ۱۳۰۰ کرور روپیه (۱۹۹٫۶۳ دلار آمریکا) (فروش ناخالص) | ۵ ژوئن ۲۰۱۷  |           |
| باهوبالی ۲: فرجام | ۱۱۰۰ کرور روپیه (۱۶۸٫۹۱ دلار آمریکا) (فروش خالص)   | سپتامبر ۲۰۱۷ |           |
| باهوبالی ۲: فرجام | ۱۴۰۰ کرور روپیه (۲۱۴٫۹۸ دلار آمریکا) (فروش ناخالص) | سپتامبر ۲۰۱۷ |           |

فروش خارج از کشور
برای اطلاعات بیشتر مقاله فهرست پرفروش‌ترین فیلم‌های سینمای هند در خارج از کشور را مشاهده کنید.
| فروش ناخالص اسمی | فروش ناخالص اسمی | فروش ناخالص اسمی                     | فروش ناخالص اسمی | فروش ناخالص اسمی |
| نام فیلم         | سال اکران        | ره‌شمار                               | تاریخ            | مرجع             |
| ---------------- | ---------------- | ------------------------------------ | ---------------- | ---------------- |
| دنگل             | ۲۰۱۶             | ۱۰۰۰ کرور روپیه (۱۵۳٫۵۶ دلار آمریکا) | ۲۵ مۀ ۲۰۱۷       | [ ۱۶ ]           |
| دنگل             | ۲۰۱۶             | ۱۲۰۰ کرور روپیه (۱۸۴٫۲۷ دلار آمریکا) | ۱ ژوئن ۲۰۱۷      | [ ۱۷ ]           |
| دنگل             | ۲۰۱۶             | ۱۳۰۰ کرور روپیه (۱۹۹٫۶۳ دلار آمریکا) | ۵ ژوئن ۲۰۱۷      | [ ۱۸ ]           |
| دنگل             | ۲۰۱۶             | ۱۴۰۰ کرور روپیه (۲۱۴٫۹۸ دلار آمریکا) | ۱۲ ژوئن ۲۰۱۷     | [ ۱۹ ]           |
| دنگل             | ۲۰۱۶             | ۱۵۰۰ کرور روپیه (۲۳۰٫۳۴ دلار آمریکا) | نوامبر ۲۰۱۷      | [ n ۱ ]          |

## یادداشت ها
1. 1 2 3 4